# 布萊頓和霍夫巴士公司
布赖顿和霍夫巴士公司是英国布莱顿-霍夫和周边地区的主要巴士交通提供商，隶属于前进集团。

## 历史
布莱顿霍夫巴士公司成立于1884年，当时名为布莱顿，霍夫和普雷斯顿联合马车巴士公司。1916年，Thomas Tilling 接管公司，并將剩余的所有马车都改为燃油公共汽车。1969年1月，將南塘山汽车服务公司合併，一起成為到国有公司英国国家巴士公司的一部分。1985年1月，为了筹备私有化，布莱顿霍夫与南塘山汽车服务公司分离。在1987年5月，正式私有化。1993年，被出售给前进集团。
1997年，前进集团以576万欧元价格收购了 Brighton Transport (1993) Ltd., Brighton Transport 是该市前市政巴士运营商，在1993年管理层收购后，后来以 Brighton Blue Bus 的名义交易。

## 服务和路线

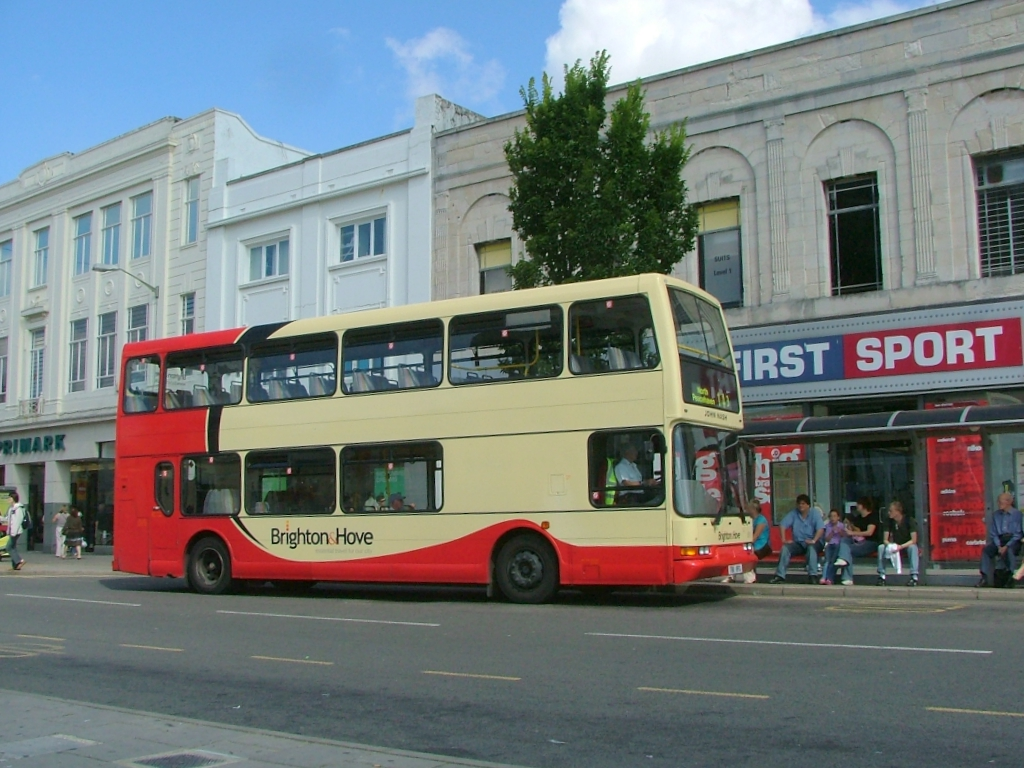
丹尼士三叉戟二型，2005年8月于Churchill Square

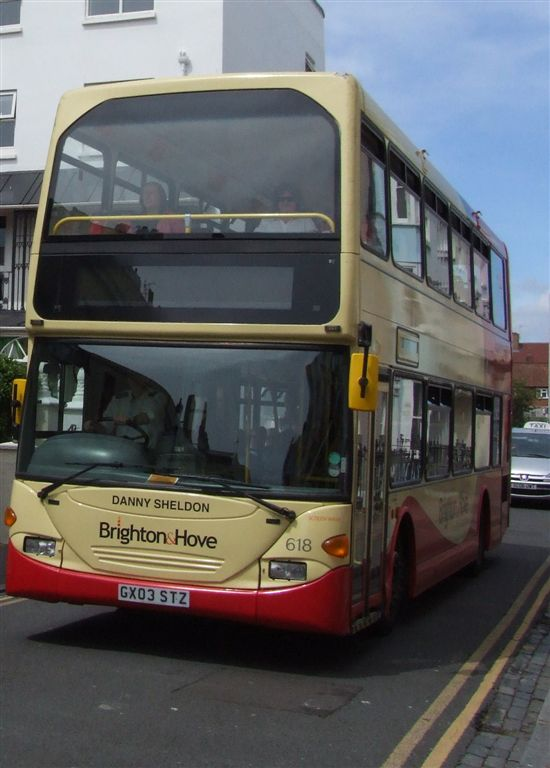
斯堪尼亚OmniDekka，2007年

该公司的路线覆盖布莱顿霍夫全市以及東薩塞克斯郡，西薩塞克斯郡，并有一条路线抵達肯特郡。共有40條主要路线。发车频率自5分钟一班到一日两班不等。此外，有9条夜间巴士路线和19条学校巴士路线。2005年，该公司继承了几条曾属于Stagecoach South的线路，如前往伊斯特本的12号线和通往濱海索爾海姆的13X线。
该公司有3个车库，分别位于Conway Street，Whitehawk和Lewes Road。其中Conway Street也是公司的总部。该公司还拥有四个分站，分别在纽黑文，伊斯特本，阿克菲爾德和Durrington。

### Metro线路

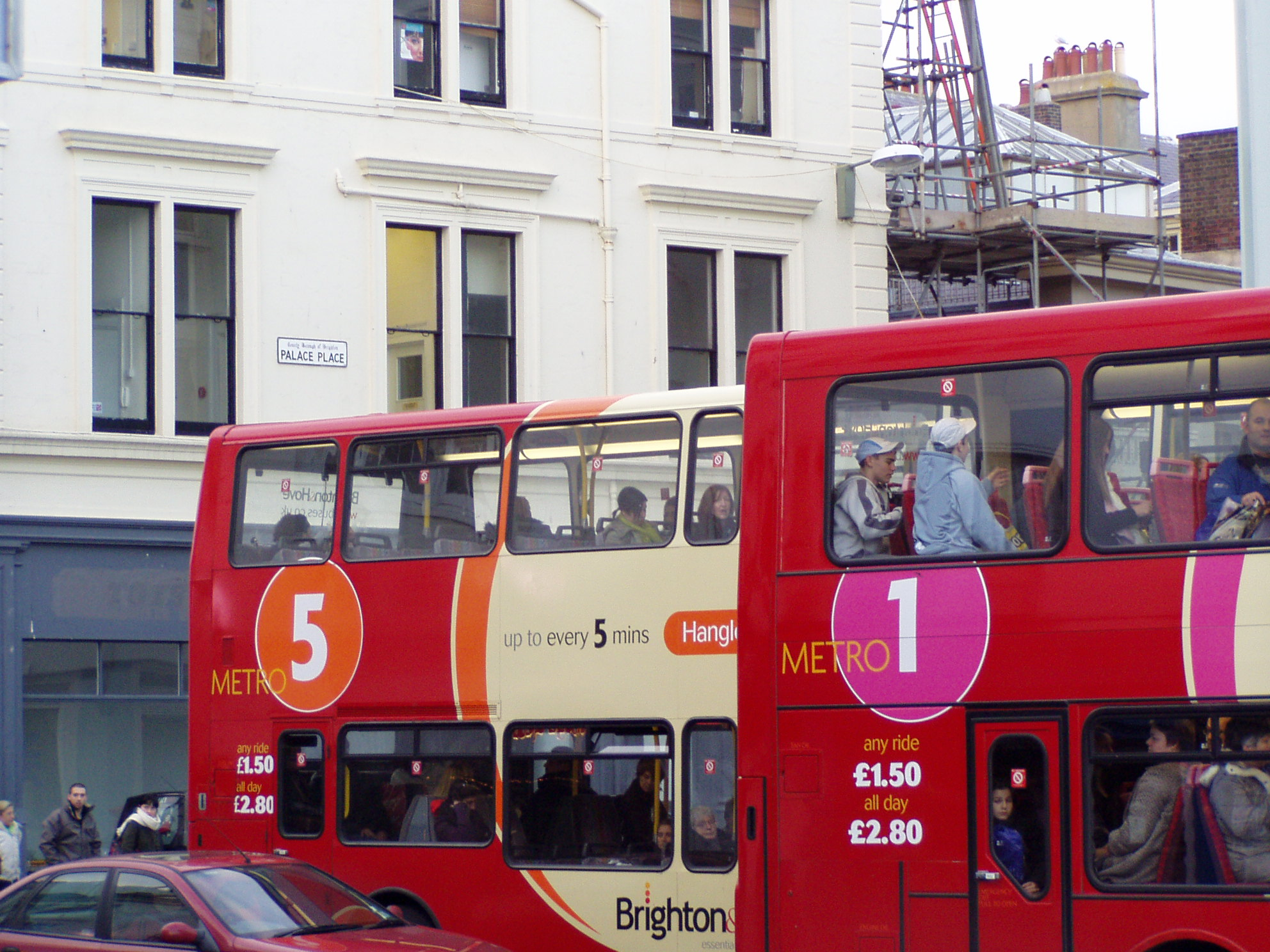
Metro车系在2005年

1996至1997年间，五个客流最多的线路(1/1A、5/5/5B、7、25和49)使用了全新的标志和线路识别色。2004年开始将Scania OmniDekkas双层巴士投入运营。2011年，7路由Metro 7更名为Route 7，并改用了全新的标志，并使用莱特日蚀双子星车体与沃尔沃B9TLs底盘的巴士。2013年10月，所有以Metro为前缀命名的线路皆退出了历史舞台。

### Regency路线
Regency(29)路线是布莱顿霍夫巴士公司的一条品牌路线。它前身为南塘山汽车服务公司的729路，后在两公司合并时一块并入。它自Churchill广场发往坦布里奇韦尔斯。该线路全线使用斯堪尼亚OmniDekkas巴士，并设有更舒适的席位。29路每半小时一班。支线前往Isfield，每小时一班。28路线路与29路完全重合，但是到达刘易斯即折返，支线每半小时，一般继续前行至Ringmer。两线及支线在Brighton和Lewes之间的频率为10分钟一班。

## 竞争
布莱顿霍夫巴士公司的主要竞争对手包括大柠檬巴士，南方铁路，Metrobus，和Stagecoach South。 大柠檬巴士是一个地方巴士公司，提供大学往返市中心的服务，并使用厨余油料作为动力行驶。
大柠檬的主要线路是42X，从布莱顿火车站到法爾默站。在2011年，面对来自大柠檬的竞争压力，布莱顿霍夫巴士被迫降低其票价。在2012年大柠檬的42路停办，44路拆分成UB1和UB2两个线路。
Stagecoach South的700线从朴茨茅斯到布莱顿和17路Horsham到布莱顿与本公司西部诸线路构成竞争。

## 补贴
布赖顿霍夫地方政府每年给与汽车公司若干客运补贴合同，本公司占了多数。
| 支付给布赖顿的巴士是从布赖顿市议会公共交通预算 |               |
| 年度                                           | 补贴          |
| 2011-12年                                      | 英镑1,177,600 |
| 2010-11年                                      | 英镑1,140,200 |
| 2009-10年                                      | 英镑1,236,800 |
| 2008-09年                                      | 英镑1,340,000 |
| 2007-08年                                      | 英镑1,143,600 |

## 纪念汽车
许多巴士的命名都是为了纪念名人们。

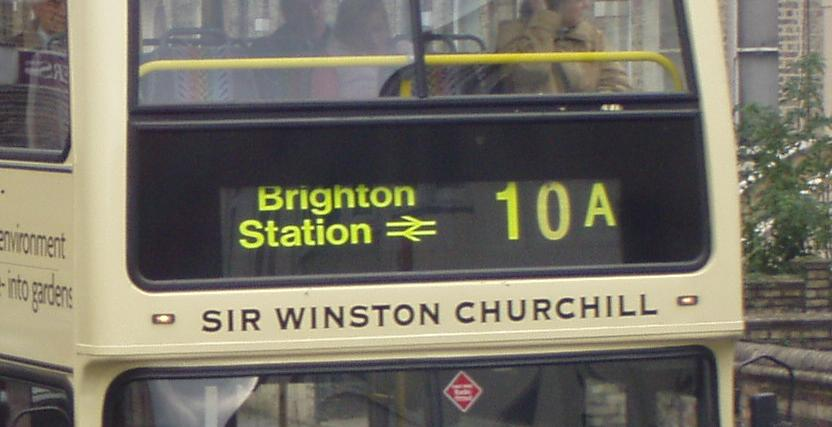
纪念温斯顿 丘吉尔的巴士

2005年9月，该公司对19辆巴士进行了命名，以纪念"为这个城市做出了巨大贡献的人"。

## 车库

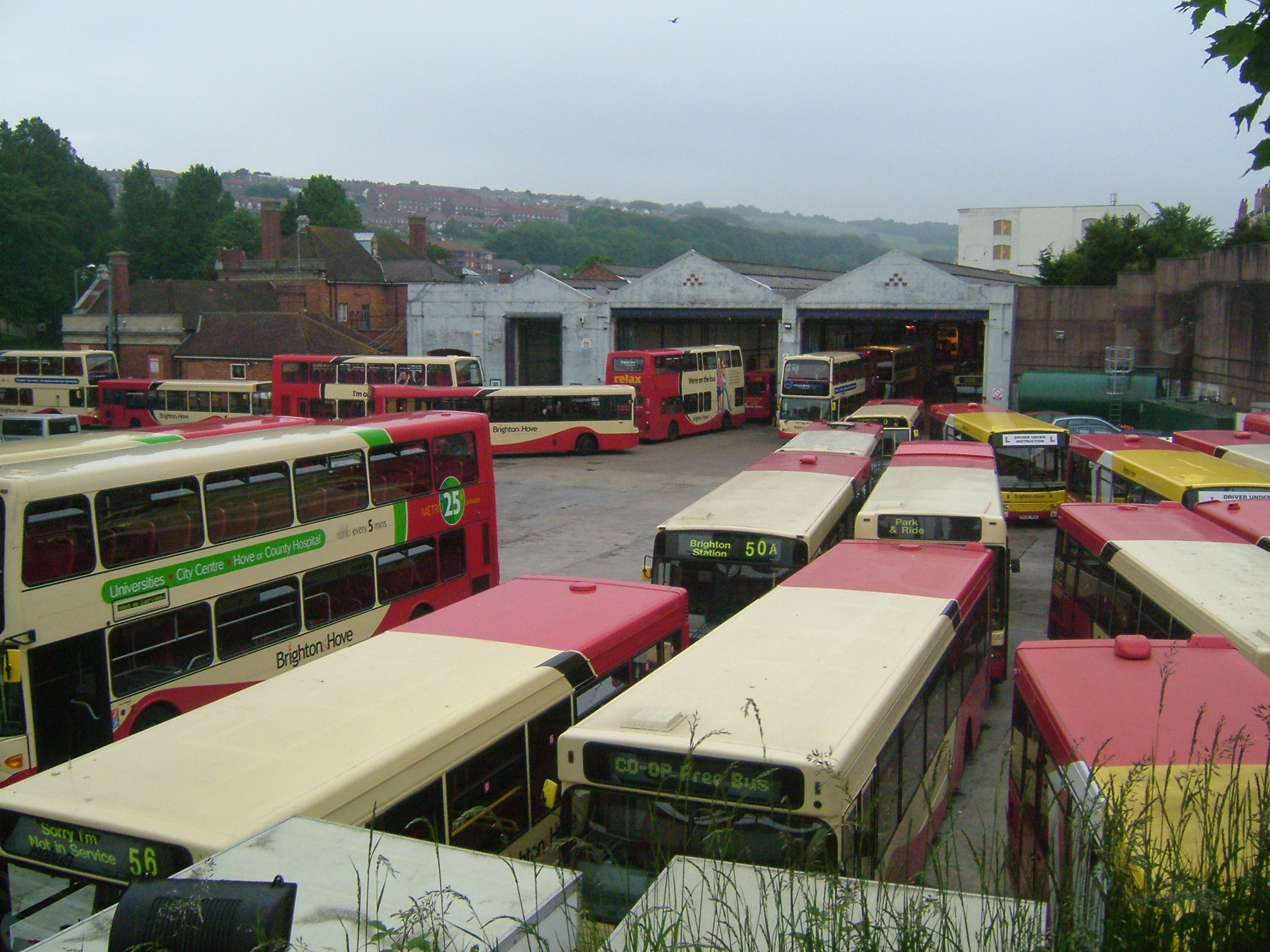
布赖顿Lewes Road车库，2008年6月

## 车队
2016年8月为止的车队包括326台客车。